# Sorunda församling
Sorunda församling är en församling i Nynäs kontrakt, Strängnäs stift. Församlingen ligger inom Nynäshamns kommun, Stockholms län och utgör ett eget pastorat.

## Administrativ historik
Församlingen har medeltida ursprung. På 1600-talet utbröts Torö församling.

### Pastorat
- Från medeltiden till 1 januari 1962: Moderförsamling i pastoratet Sorunda och Torö.[3]
- Från 1 januari 1962: Församlingen utgör ett eget pastorat.[3]

## Areal
Sorunda församling omfattade den 1 januari 1952 en areal av 170,99 km², varav 166,98 km² land. Efter nymätningar och arealberäkningar färdiga den 1 januari 1955 omfattade församlingen den 1 januari 1961 en areal av 171,71 km², varav 168,55 km² land.

## Kyrkoherdar
| Ämbetstid | Namn                         | Levnadstid | Övrigt                                             |
| --------- | ---------------------------- | ---------- | -------------------------------------------------- |
| 1475      | Harald                       |            |                                                    |
| 1495      | Åke                          |            |                                                    |
| 1540      | Erland Pedersson             |            |                                                    |
| 1569      | Laurentius                   |            |                                                    |
| 1581–1587 | Olaus Fördeel                |            | Senare kyrkoherde i Riddarholmens församling.      |
| 1593      | Jonas                        |            |                                                    |
| 1609–1622 | Olaus Somonis                | –1622      |                                                    |
| 1625–1634 | Magnus Vigaeus               |            |                                                    |
| 1635–1643 | Andreas Johannis Nycopensis  | 1595–1652  | Senare kyrkoherde i Jakob och Johannes församling. |
| 1644–1652 | Anastasius Andreae           | –1652      |                                                    |
| 1653–1670 | Andreas Thorinus             |            |                                                    |
| 1672–1676 | Johannes Andreae Netzelius   | 1630–1676  |                                                    |
| 1678–1687 | Erlandus Benedicti Dryselius | 1641–      |                                                    |
|           | Ericus Lundius               |            |                                                    |
| 1689–1693 | Jonas Loeth                  |            |                                                    |
| 1695–1717 | Andreas Johannis Grizelius   |            |                                                    |
| 1723–1737 | Petrus Erici Ljung           |            |                                                    |

## Kyrkor
- Sorunda kyrka